# عباس نوری

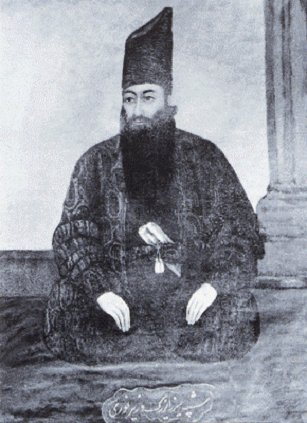
نگاره ای از میرزا عباس نوری.

میرزا عباس نوری پدر بهاءالله و صبح ازل از خوشنویسان و نستعلیق‌نویسان زبردست قرن سیزدهم هجری در دربار فتحعلی‌شاه قاجار بوده‌است.

## خطاطی
او خط نستعلیق را از روی آثار میرعماد مشق می‌کرده‌است و مقلد و پیرو شیوهٔ او بود؛ و به نظر مهدی بیانی، میرزا عباس نوری در این سبک به اندازه‌ای با قدرت بوده که هیچ‌یک از پیروان میر به آن درجه نرسیده‌اند. او در سال ۱۲۵۵ هجری قمری درگذشت و پیکرش به شهر نجف انتقال یافت.